# The Well-Tempered Synthesizer
The Well-Tempered Synthesizer — второй студийный альбом американского композитора Венди Карлос, изначально выпущенный под её настоящим именем Уолтер Карлос в ноябре 1969 года на Columbia Masterworks Records. После успеха своего предыдущего альбома Switched-On Bach (1968) Карлос приступила к записи второго альбома классической музыки, исполненной на модульном синтезаторе Moog и написанной разными композиторами, в том числе Иоганном Себастьяном Бахом, Клаудио Монтеверди, Доменико Скарлатти и Георгом Фридрихом Генделем. Название альбома — отсылка на сборник клавирных пьес Баха под названием «Хорошо темперированный клавир» (англ. The Well-Tempered Clavier).
После выхода альбом занял 199-е место в американском чарте Billboard 200 и был номинирован на две премии «Грэмми». К февралю 1974 года продажи альбома в США достигли более 200 тысяч копий.

## Создание
В 1969 году, на волне неожиданного коммерческого успеха её дебютного студийного альбома Switched-On Bach (1968), Карлос и её подруга, соавтор и продюсер Рэйчел Элкинд начали работу над следующим альбомом по той же формуле: исполнение отрывков из классической музыки на модульном синтезаторе Moog. Карлос планировала записать «амбициозное произведение в стиле XIX века», но отсутствие в то время технических возможностей не позволило ей осуществить задуманное. Идея записать собственные композиции Карлос показалась «несвоевременной», и её отложили для потенциального использования в будущих альбомах.
Карлос решила выпустить альбом с произведениями нескольких композиторов: она не хотела останавливаться только на Бахе (на пластинке присутствует лишь одно его произведение — «Бранденбургский концерт № 4»), поэтому включила в альбом композиции его выдающегося немецкого современника Георга Фридриха Генделя, а также двух крупнейших итальянских композиторов эпохи барокко — Клаудио Монтеверди и Доменико Скарлатти. Подобное решение было направлено на то, чтобы не только разнообразить репертуар, но и бросить новые технические вызовы для Карлос, что в конечном итоге привело к появлению новых продюсерских стратегий (в частности, техники «hocketing»), которые впоследствии стали частью её музыкальной эстетики.
Как и Switched-On Bach, альбом был записан на 8-дорожечный магнитофон Ampex с использованием нескольких дублей и наложений. Карлос выбрала произведения из «Музыки на воде» Генделя, поскольку в них были фрагменты, подходящие для синтезатора Moog. Наиболее существенным дополнением к «Хорошо темперированному синтезатору» стала попытка Карлос создать вокальные звуки с помощью Moog.

## Отзывы
| Оценки критиков | Оценки критиков |
| Источник        | Оценка          |
| --------------- | --------------- |
| AllMusic        | [ 2 ]           |

В ретроспективном обзоре для AllMusic Ричард С. Джинелл заявил, что в некотором смысле данный альбом получился даже лучше своего знаменитого предшественника. Он обратил внимание на то, что Карлос стала использовать больше инструментов, а её технические навыки стали более отточенными — это заметно в более насыщенных гармониях и сложных тембрах. При этом, по мнению рецензента, она сохранила живость и экспериментаторский задор, которые были характерны для её предыдущей работы.
Канадский пианист Гленн Гульд так отозвался об исполнении Карлос «Бранденбургского концерта № 4 соль мажор»: «Откровенно говоря, это лучшее исполнение „Бранденбургского концерта“ — вживую, по записи или интуитивно — из всех, что я когда-либо слышал».

## Список композиций
1. «Stereo Test Tone»
2. Monteverdi: Orfeo Suite (Toccata; Ritornello I; Choro II; Ritornello II; Choro II; Ritornello II)
3. Scarlatti: «Sonata in G major, L. 209/K. 455»
4. Scarlatti: «Sonata in D major, L. 164/K. 491»
5. Handel: Water Music: «Bourrée»
6. Handel: Water Music: «Air»
7. Handel: Water Music: «Allegro Deciso»
8. Scarlatti: «Sonata in E major, L. 430/K. 531»
9. Scarlatti: «Sonata in D major, L. 465/K. 96»
10. Bach: «Brandenburg Concerto #4 in G major: Allegro»
11. Bach: «Brandenburg Concerto #4 in G major: Andante»
12. Bach: «Brandenburg Concerto #4 in G major: Presto»
13. Monteverdi: «Domine ad adjuvandum» (from the 1610 Vespers)

## Чарты

### Еженедельные чарты
| Чарт (1969—70)                    | Высшая позиция |
| --------------------------------- | -------------- |
| США (Billboard Top LP’s & Tape)   | 199            |
| США (Best Selling Classical LP’s) | 2              |

### Годовые чарты
| Чарт (1970)                       | Позиция |
| --------------------------------- | ------- |
| США (Best Selling Classical LP’s) | 2       |

| Чарт (1971)                       | Позиция |
| --------------------------------- | ------- |
| США (Best Selling Classical LP’s) | 4       |

| Чарт (1972)                       | Позиция |
| --------------------------------- | ------- |
| США (Best Selling Classical LP’s) | 10      |